# 吴廷椿
吴廷椿（1913年—2008年），男，辽宁义县人，中国口腔頜面外科专家，天津市口腔医院名誉院长。

## 生平
1941年毕业于华西协合大学牙医学院，获博士学位。后留校任助教、住院医师，兰州西北医院牙医院牙科主任、主治医师兼西北医学专科学校讲师。1946年，赴美国哥伦比亚口腔外科学院进修。回国后，历任天津市口腔医院主任医师、院长、名誉院长，天津医学院口腔系主任、教授等职务。
2008年5月26日病逝，享年95岁。

## 纪念
吴廷椿故居，位于天津市和平区成都道云成里4号。